# Порт-Колборн
Порт-Колборн (англ. Port Colborne) — город в составе регионального муниципалитета Ниагара в провинции Онтарио (Канада). Грузовой порт у южной оконечности Уэллендского канала. Основан в 1832 году, статус города с 1917 года, население в 2021 году 20 тысяч человек.

## География
Город расположен на северном берегу озера Эри в нескольких километрах к югу от Уэлленда, у верхней (южной) оконечности Уэллендского канала. Рядом с Порт-Колборном находится Хамберстонский шлюз, при длине 421 м являющийся вторым по размерам канальным шлюзом в мире.
Административно относится к региональному муниципалитету Ниагара (Онтарио). Через город проходит шоссе 3, связывающее сельскохозяйственные районы Юго-Восточного Онтарио с пограничным переходом Уинсор-Детройт. В Порт-Колборн идёт также провинциальное шоссе 140, связанное с шоссе 406, а через него с шоссе Куин-Элизабет-Вей. В 30 минутах езды от Порт-Колборна расположены города Ниагара-Фолс и Сент-Катаринс, а в 20 минутах — мост Мира, соединяющий Буффало (штат Нью-Йорк) с Форт-Эри (Онтарио).

## История
Основан в 1832 или 1833 году в ходе строительства Уэллендского канала. Первоначально новое поселение носило название Гравелли-Бей (англ. Gravelly Bay), но затем было переименовано в честь Джона Колборна, лейтенант-губернатора Верхней Канады.
Официально имеет статус деревни с 1870 года, малого города (англ. town) с 1917 года и большого города (англ. city) с 1966 года. Населённый пункт рос вокруг порта на Уэллендском канале, его развитию способствовала также близость железных дорог — Уэллендской и Буффало-Гурон (ныне часть Canadian National Railway). Болотистые регионы вокруг Порт-Колборна после осущения были заняты под сельское хозяйство, а городская промышленность расположилась на искусственно намытых участках.
С конца 1880-х годов Порт-Колборн стал привлекательным местом для богатых американцев, проводивших в нём лето. Их исторические особняки расположены вдоль Теннесси-авеню.

## Население
По данным переписи населения Канады 2021 года, в Порт-Колборне проживали 20 033 человека — рост на 9,4 % по сравнению с 2016 годом. Медианный возраст населения составлял 50,4 года (48,8 среди мужчин, 52 среди женщин). Из общего числа жителей 13 % приходилось на долю детей и подростков в возрасте до 14 лет включительно, 27 % — на долю людей пенсионного возраста (65 лет и старше), в том числе 4,5 % — старше 85 лет.
56 % жителей в возрасте 15 лет и старше в 2021 году состояли в браке или сожительствовали, 11 % были разведены и 9 % вдовствовали. Средний размер переписной семьи — 2,7 человека, на семью, живущую с детьми, в среднем приходилось 1,7 ребёнка. Средний размер домохозяйства — 2,2 человека, 32 % домохозяйств состояли из 1 человека, 9,5 % представляли собой семью с одним родителем.
5,5 % жителей имеют предков-аборигенов (большинство — метисов), в том числе около 1,5 % — реестровые индейцы. Для 7 % населения ни один из официальных языков Канады (английский или французский) не является родным; среди прочих, в городе насчитывается более 400 носителей итальянского языка.

## Экономика
Основу экономики города составляют обслуживание грузовых судов, проходящих через Уэллендский канал, и судоремонт. Развито коммерческое рыболовство, действуют крупное предприятие по рафинированию никеля, каменоломня, где добывается известняк, и мукомольное производство. Отрасль туризма в основном представлена отдыхающими в дачных посёлках в летние месяцы, действует исторический и морской музей.
Из числа жителей в возрасте 15 лет и старше 64 % были трудоустроены в 2020 году. Медианный доход на душу населения в 2019 году — 36 тыс. долларов до вычета налогов и 34,4 тыс. долларов после. Медианный доход домохозяйства в 2020 году — 70 тыс. долларов (63,2 тыс. долларов после вычета налогов), на семью — 90 тыс. долларов (80 тысяч после вычета налогов).